# Кулики (Орловская область)
Кулики — деревня в Орловской области России. 
В рамках административно-территориального устройства входит в Образцовский сельсовет Орловского района, в рамках организации местного самоуправления — в Орловский муниципальный округ.

## География
Расположена на реке Рыбнице в 4 км южнее Орла.

## Население
| 2010 |
| ---- |
| 53   |

Согласно результатам переписи 2002 года, в национальной структуре населения русские составляли 98 % от жителей.

## История
В 1980-х годах у деревни начато строительство Рыбницкого водохранилища, однако из-за отсутствия финансирования строительство не было закончено.
С 2004 до 2021 гг. в рамках организации местного самоуправления деревня входила в Образцовское сельское поселение, упразднённое вместе с преобразованием муниципального района со всеми другими поселениями путём их объединения в Орловский муниципальный округ.